# Budimir Vujačić
Budimir Vujačić (Podgorica, 4 gennaio 1964) è un ex calciatore jugoslavo, di ruolo difensore.

## Palmarès

### Club

#### Competizioni nazionali
- Coppa di Jugoslavia: 2

Partizan: 1988-1989, 1991-1992
- Coppa del Portogallo: 1

Sporting Lisbona: 1994-1995
- Supercoppa di Portogallo: 1

Sporting Lisbona: 1995